# Aeonium glutinosum
Aeonium glutinosum är en fetbladsväxtart som först beskrevs av William Aiton, och fick sitt nu gällande namn av Philip Barker Webb och Berth.. Aeonium glutinosum ingår i släktet Aeonium och familjen fetbladsväxter. Inga underarter finns listade i Catalogue of Life.

## Bildgalleri

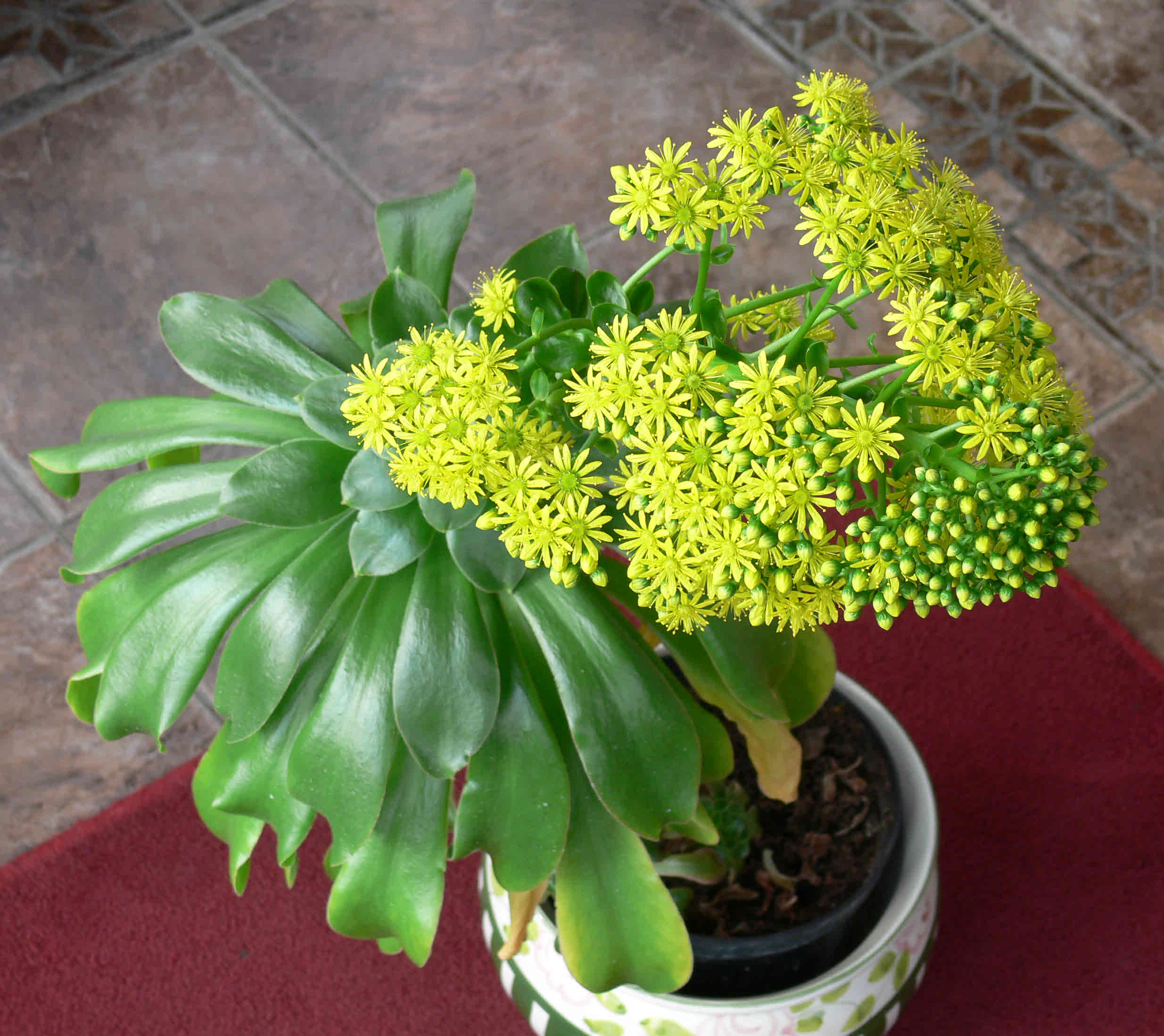